# Juana de Maldonado y Paz
Sor Juana de Maldonado y Paz, també coneguda com a Juana de la Concepción o simplement Juana de Maldonado (Santiago de los Caballeros de Guatemala, Guatemala; 1598 - 1666) va ser una escriptora i monja guatemalenca, reconeguda per haver estat la primera dona poeta i dramaturga colonial del seu país i de Centreamèrica.

## Biografia
Juana de Maldonado y Paz va néixer a Santiago de los Caballeros de Guatemala, ara Antigua Guatemala, el 1598, filla del llicenciat Juan Maldonado y Paz i de Concepción Quintanilla, qui va morir quan Juana tenia cinc anys. També va tenir un germà, Diego.
Entre els anys 1611 i 1613, va servir de model per a un retrat de Santa Llúcia pintat per Francisco Montúfar, cosa que va crear un gran escàndol a la ciutat, ja que es pensava que Juana no era digna de ser retratada com una figura religiosa santa, ja que el seu naixement no havia estat legítim. El 1615 va ser denunciada per la Inquisició i va ser perseguida per la justícia catòlica; es creu que va ser per escapar d'això que el 1619 va realitzar el vots de monja i va ingressar en un convent, el Monasterio de la Immaculada Concepción. Cap al final de la seva vida, que va passar a aquest convent, va ser nomenada abadesa.
Gràcies a la seva ocupació religiosa va poder dedicar-se a activitats intel·lectuals i artístiques; va destacar especialment en la música i la poesia, motiu pel qual va tenir una gran reputació i ha estat digna d'estudi. Va morir el 1668 després d'haver estat un temps malalta.

## Obra
Entre d'altres, a Juana de Maldonado y Paz se li han atribuït els següents poemes:
- Letra con estribillo a la Inmaculada Concepción.
- A los santos reyes
- Al divino esposo
- Para las despedidas
- Versos para la pascua
- Para el Día de los Inocentes
- Oda a San Antonio